# Stanley Elbers
Stanley Elbers, né le 14 mai 1992 à Wassenaar, est un footballeur néerlandais. Il évolue au poste d'ailier avec le club du FC Hermannstadt.

## Biographie
Il inscrit 13 buts en deuxième division néerlandaise avec le club d'Helmond Sport lors de la saison 2014-2015.